# Robbie Knievel

Robert Edward Knievel II dit Kaptain Robbie Knievel (7 mai 1962 – 13 janvier 2023) est un motocycliste et cascadeur américain. Il est le fils de Evel Knievel.

## Biographie
Jeunesse et débuts
Né à Butte dans le Montana, il fut élevé par ses grands-parents paternels. C’est à l’âge de huit ans, après avoir assisté à un spectacle de cascades automobiles, qu’il s’inspira de devenir cascadeur à moto. Il quitta le lycée et travailla dans les mines de cuivre avant d’être renvoyé après avoir causé une panne électrique dans toute la ville. Après une arrestation pour conduite dangereuse en 1956, il adopta le pseudonyme « Evel Knievel ».

Carrière
Entre 1965 et 1980, Knievel réalisa plus de 75 sauts « ramp-to-ramp » à moto, gagnant en notoriété. Parmi ses cascades les plus célèbres :
- Le saut des fontaines du Caesars Palace à Las Vegas en 1967, qui se solda par un crash sévère.
- La tentative de traversée du Snake River Canyon en 1974 à bord d’un engin-fusée, le Skycycle X-2.
- Le saut de 13 bus au Wembley Stadium en 1975, lors duquel il se brisa le bassin mais quitta l’arène en marchant.
- Le saut raté au-dessus d’un bassin rempli de requins en 1977.

Il aurait subi plus de 433 fractures osseuses selon le Guinness World Records, bien que ce chiffre ait été contesté, certains évoquant plutôt 40 à 50 fractures.

Marketing et image
Knievel sut monétiser sa célébrité : de 1972 à 1977, ses jouets vendus par Ideal Toy Company rapportèrent plus de 125 millions de dollars. Il fut intégré au Motorcycle Hall of Fame en 1999.

Vie personnelle et fin de carrière
Marié deux fois, il eut quatre enfants avec Linda Bork : Kelly, Robbie (également cascadeur), Tracey et Alicia. Après des déboires juridiques et financiers dans les années 1970, ses contrats et sa notoriété déclinèrent. Il entama une seconde carrière dans le marketing dans les années 1990.

Décès et postérité
Il mourut le 30 novembre 2007 à Clearwater, Floride, des suites d’un diabète et d’une fibrose pulmonaire. Il fut inhumé à Butte, Montana.
Evel Knievel demeure une figure emblématique des sports extrêmes et continue d’inspirer grâce à son audace. Des festivals comme Evel Knievel Days se tiennent chaque année à Butte en son honneur, attirant des dizaines de milliers de fans.